# Gérard Jaeger
Pour les articles homonymes, voir De Jager ou De Jaeger et Jaeger.
Gérard A. Jaeger, né le 1er décembre 1952 à Fribourg, en Suisse, est un historien, essayiste, romancier, poète et reporter. Il vit à Montreux, en Suisse, et parcourt le monde pour ses articles de voyage et de géopolitique.
Au printemps 2019, il rédige ses mémoires que publient conjointement les éditions de l'Aire et le site suisse d’information sept.info. Il est considéré comme un historien spécialiste de la mer.

## Biographie
Après des études de commerce, de droit et de lettres, il soutient une thèse de doctorat en histoire à l'Université de Fribourg. Poète, biographe, essayiste et romancier, il est aussi grand reporter pour le magazine en ligne Sept.info et son mook trimestriel. Son travail traite de sujets maritimes ainsi que de grands événements historiques et contemporains liés ou non à la mer. Ses articles et conférences scientifiques, tout comme ses livres, ont été principalement publiés en France et en Suisse. Ses mémoires sont parues en 2020 (Octroi de mer) et son recueil de reportages en 2022 (L’Ancre et la Plume).
Ses archives sont conservées à la Bibliothèque cantonale et universitaire de Fribourg.

## Publications
- L'Âge de bronze, Genève, Perret-Gentil, 1979[4]
- Anthologie critique de la poésie fribourgeoise, Paris, Lausanne, Éditions Le Front littéraire, 1982, 233 p.[5]
- Les Femmes d’abordage, Paris, Clancier Guénaud, 1984 ; Paris, Pen-Duick, 2000 (Rééditions : voir sous « Les Amazones des Sept Mers »).
- Pirates, flibustiers et corsaires : histoire et légendes d’une société d’exception, Avignon, Aubanel, 1987[6]. Thèse de doctorat.
- Vues sur la piraterie, Paris, Tallandier, 1992.
- Forbin: la légende noire d’un corsaire provençal, Grenoble, Glénat, 1994.
- Luckner ou Le roman vrai d’un corsaire du XXe siècle, Grenoble, Glénat, 1995.
- Hong Kong : chronique d’une île sous influence,Paris, Le Félin, 1997.
- Grandeur et misère du corsaire Joseph Bavastro, Paris, Éditions des Écrivains, 1998[7]
- La Confession de Marengo, Vevey, L’Aire, 1999[8].
- Paul Guimard, écrivain et dilettante, Paris, Pen Duick, 2000.
- Rodin et les femmes (Indiscrétions d’atelier I), Vevey, l’Aire, 2001[9]
- Anatole Deibler. L'homme qui trancha 400 têtes, Paris, Le Félin, 2001[10],[11] et 2021
- Les Rosenberg. La chaise électrique pour délit d’opinion, Paris, Le Félin, 2003[12] et 2021
- Les Amazones des Sept Mers (troisième et quatrième éditions en volume), Paris, Le Félin, 2003 et 2022
- Anatole Deibler. Les carnets d’exécutions, Paris, L’Archipel, 2004 et 2021
- Landru. Bourreau des cœurs, Paris, L’Archipel, 2005[13],[14] et 2021
- America's Cup : Une histoire 1851 - 2007, L'Archipel, 8 novembre 2006, 326 p. (ISBN 978-2841878802)[15]
- Courbet, l’homme blessé (Indiscrétions d'atelier II), Paris,Punctum éditions, coll. « Vies choisies », 2006[16]
- Pour l'amour de Blanche, roman, Paris, Presses de la Cité, 2008[17]
- Prises d'otages : de l'enlèvement des Sabines à Ingrid Betancourt (préf. d'Hervé Morin), Paris, L'Archipel, 2009[18]
- Henry Dunant, l'homme qui inventa le droit humanitaire (préf. de Jean-François Mattei), Paris, L'Archipel, 2009
- Il était une fois le "Titanic" : 37 secondes pour changer le cours de l'Histoire, (préfaces de John Andrews et Clifford Islmay), Paris, L'Archipel, 2012[19]
- Indiscrétions d'atelier : Fragonard, Courbet, Rodin. Réunion des "Indiscrétions d'atelier" I et II, et de "Fragonard" (inédit), Vevey, l'Aire, 2013
- Les Poilus. Dans l'enfer des tranchées de 14-18, Paris,  L'Archipel, 2014
- L'Immigration : Un état des lieux à repenser, Paris, Eyrolles, 2015, coll. « Faut-il avoir peur de l'avenir ? »
- Zeppelin, ou l'incroyable histoire des dirigeables géants, Paris, L'Archipel, 2017
- La Mer, espace de liberté, Lausanne, Sept-le mook, no 25, hiver 2019
- Octroi de mer (le tour du monde pour mémoires), Vevey-Lausanne, L'Aire-Sept.ch, 2020[2]. Cet ouvrage contient sa bibliographie exhaustive de 1970 à 2020).
- Tant qu’il y aura des bateaux les hommes iront sur la mer, Lausanne, Les Cahiers de Sept, 2021.
- L’Ancre et la Plume. Recueil de grands reportages, Vevey-Lausanne, L’Aire-Sept.ch, 2022.
- Ella Maillart ou la grande traversée,Lausanne, Les Cahiers de Sept, 2023.
- « Smoke  on the water » : Un hymne à Montreux , Lausanne, Les Cahiers de Sept, 2024.